# Gila atraria
Gila atraria es una especie de peces de la familia Cyprinidae.

## Morfología
Los machos pueden llegar alcanzar los 56 cm de longitud total.

## Hábitat
Es un pez de agua dulce.

## Distribución geográfica
Se encuentra en Norteamérica: Tramo superior del río Snake en Wyoming y Idaho y la cuenca del lago Bonneville (incluido el Gran Lago Salado y la cuenca del río Sevier) en el sureste de Idaho y Utah (EE.UU).